# Železnica, Hodiše
Železnica (nemško Schelesnitz) je naselje v Občini Hodiše v Okraju Celovec-dežela na Koroškem v Avstriji.